# Milano-Torino 2021
Milano-Torino 2021 var den 102. udgave af det italienske cykelløb Milano-Torino. Det blev kørt den 6. oktober 2021 med mål i Torino i regionen Piemonte. Løbet var en del af UCI ProSeries 2021.

## Resultater
| \| Samlede stilling \| Samlede stilling \| Samlede stilling \| Samlede stilling \| Samlede stilling \| \| Rytter \| Rytter \| Hold \| Tid \| \| \| ---------------- \| ------------------ \| ---------------------- \| ---------------- \| ---------------- \| \| 1. \| Primož Roglič \| Jumbo-Visma \| 4t 17' 41" \| \| \| 2. \| Adam Yates \| Ineos Grenadiers \| + 12" \| \| \| 3. \| João Almeida \| Deceuninck-Quick Step \| + 35" \| \| \| 4. \| Tadej Pogačar \| UAE Team Emirates \| + 35" \| \| \| 5. \| Michael Woods \| Israel Start-Up Nation \| + 48" \| \| \| 6. \| David Gaudu \| Groupama-FDJ \| + 48" \| \| \| 7. \| Diego Ulissi \| UAE Team Emirates \| + 48" \| \| \| 8. \| Fausto Masnada \| Deceuninck-Quick Step \| + 48" \| \| \| 9. \| Nairo Quintana \| Arkéa-Samsic \| + 48" \| \| \| 10. \| Alejandro Valverde \| Movistar Team \| + 48" \| \| |                    |                        |            |
| |                    |                        |            |
| Kilde: ProCyclingStats |                    |                        |            |
| Samlede stilling |                    |                        |            |
| Rytter | Rytter             | Hold                   | Tid        |
| 1. | Primož Roglič      | Jumbo-Visma            | 4t 17' 41" |
| 2. | Adam Yates         | Ineos Grenadiers       | + 12"      |
| 3. | João Almeida       | Deceuninck-Quick Step  | + 35"      |
| 4. | Tadej Pogačar      | UAE Team Emirates      | + 35"      |
| 5. | Michael Woods      | Israel Start-Up Nation | + 48"      |
| 6. | David Gaudu        | Groupama-FDJ           | + 48"      |
| 7. | Diego Ulissi       | UAE Team Emirates      | + 48"      |
| 8. | Fausto Masnada     | Deceuninck-Quick Step  | + 48"      |
| 9. | Nairo Quintana     | Arkéa-Samsic           | + 48"      |
| 10. | Alejandro Valverde | Movistar Team          | + 48"      |

## Hold og ryttere
| UCI WorldTeams (15)- Deceuninck-Quick Step - AG2R Citroën Team - Astana-Premier Tech - Bora-Hansgrohe - Cofidis - Groupama-FDJ - Ineos Grenadiers - Intermarché-Wanty-Gobert Matériaux - Israel Start-Up Nation - Jumbo-Visma - Movistar Team - Team DSM - Qhubeka NextHash - Trek-Segafredo - UAE Team Emirates UCI ProTeams (8)- Androni Giocattoli-Sidermec - Bardiani CSF Faizanè - Caja Rural-Seguros RGA - Eolo-Kometa - Euskaltel-Euskadi - Gazprom-RusVelo - Arkéa-Samsic - Vini Zabù |
| |

### Danske ryttere
| Danske ryttere på startlisten |              |                       |           |
| Rygnummer                     | Rytter       | Hold                  | Placering |
| 197                           | Emil Vinjebo | Team Qhubeka NextHash | OTL       |
| 202                           | Niklas Eg    | Trek-Segafredo        | 101       |

* DNF = gennemførte ikke

* OTL = kom ikke i mål indenfor tidsgrænsen

## Startliste
| Deceuninck-Quick Step DQT | Deceuninck-Quick Step DQT           | Deceuninck-Quick Step DQT |
| ------------------------- | ----------------------------------- | ------------------------- |
| Nr.                       | Rytter                              | Placering                 |
| 1                         | Julian Alaphilippe (FRA) (landevej) | 25.                       |
| 2                         | João Almeida (POR)                  | 3.                        |
| 3                         | Dries Devenyns (BEL)                | DNF                       |
| 4                         | Fausto Masnada (ITA)                | 8.                        |
| 5                         | Jason Osborne (GER)                 | 54.                       |
| 6                         | Pieter Serry (BEL)                  | DNF                       |
| 7                         | Mauri Vansevenant (BEL)             | 19.                       |

| AG2R Citroën Team ACT | AG2R Citroën Team ACT        | AG2R Citroën Team ACT |
| --------------------- | ---------------------------- | --------------------- |
| Nr.                   | Rytter                       | Placering             |
| 11                    | Clément Champoussin (FRA)    | 20.                   |
| 12                    | Clément Berthet (FRA)        | 57.                   |
| 13                    | Geoffrey Bouchard (FRA)      | 96.                   |
| 14                    | Mikaël Cherel (FRA)          | 77.                   |
| 15                    | Jaakko Hänninen (FIN)        | 64.                   |
| 16                    | Aurélien Paret-Peintre (FRA) | 95.                   |
| 17                    | Larry Warbasse (USA)         | 36.                   |

| Androni Giocattoli-Sidermec ANS | Androni Giocattoli-Sidermec ANS | Androni Giocattoli-Sidermec ANS |
| ------------------------------- | ------------------------------- | ------------------------------- |
| Nr.                             | Rytter                          | Placering                       |
| 21                              | Jhonatan Restrepo (COL)         | DNF                             |
| 22                              | Mattia Bais (ITA)               | DNF                             |
| 23                              | Alessandro Bisolti (ITA)        | 103.                            |
| 24                              | Luca Chirico (ITA)              | 74.                             |
| 25                              | Daniel Muñoz (COL)              | 50.                             |
| 26                              | Simone Ravanelli (ITA)          | 104.                            |
| 27                              | Eduardo Sepúlveda (ARG)         | 33.                             |

| Astana-Premier Tech APT | Astana-Premier Tech APT   | Astana-Premier Tech APT |
| ----------------------- | ------------------------- | ----------------------- |
| Nr.                     | Rytter                    | Placering               |
| 31                      | Aleksandr Vlasov (RUS)    | 12.                     |
| 32                      | Rodrigo Contreras (COL)   | 90.                     |
| 33                      | Fabio Felline (ITA)       | DNF                     |
| 34                      | Aleksej Lutsenko (KAZ)    | 26.                     |
| 35                      | Samuele Battistella (ITA) | DNF                     |
| 36                      | Alex Aranburu (ESP)       | DNS                     |
| 37                      | Matteo Sobrero (ITA)      | DNF                     |

| Bardiani CSF Faizanè BCF | Bardiani CSF Faizanè BCF | Bardiani CSF Faizanè BCF |
| ------------------------ | ------------------------ | ------------------------ |
| Nr.                      | Rytter                   | Placering                |
| 41                       | Giovanni Carboni (ITA)   | 37.                      |
| 42                       | Luca Covili (ITA)        | 65.                      |
| 43                       | Andrea Garosio (ITA)     | 35.                      |
| 44                       | Alessandro Monaco (ITA)  | 72.                      |
| 45                       | Daniel Savini (ITA)      | 28.                      |
| 46                       | Filippo Zana (ITA)       | DNF                      |
| 47                       | Juri Zanotti (ITA)       | DNF                      |

| Bora-Hansgrohe BOH | Bora-Hansgrohe BOH              | Bora-Hansgrohe BOH |
| ------------------ | ------------------------------- | ------------------ |
| Nr.                | Rytter                          | Placering          |
| 51                 | Emanuel Buchmann (GER)          | 71.                |
| 52                 | Cesare Benedetti (POL)          | 88.                |
| 53                 | Matteo Fabbro (ITA)             | 13.                |
| 54                 | Ide Schelling (NED)             | 73.                |
| 55                 | Matthew Walls (GBR)             | DNF                |
| 56                 | Patrick Konrad (AUT) (landevej) | 45.                |
| 57                 | Ben Zwiehoff (GER)              | DNF                |

| Caja Rural-Seguros RGA CJR | Caja Rural-Seguros RGA CJR | Caja Rural-Seguros RGA CJR |
| -------------------------- | -------------------------- | -------------------------- |
| Nr.                        | Rytter                     | Placering                  |
| 61                         | Julen Amezqueta (ESP)      | 66.                        |
| 62                         | Orluis Aular (VEN)         | 92.                        |
| 63                         | Pablo García (ESP)         | DNF                        |
| 64                         | Jhojan García (COL)        | 29.                        |
| 65                         | Sergio Martín (ESP)        | 43.                        |
| 66                         | Josu Etxeberria (ESP)      | 108.                       |
| 67                         | Oier Lazkano (ESP)         | 76.                        |

| Cofidis COF | Cofidis COF            | Cofidis COF |
| ----------- | ---------------------- | ----------- |
| Nr.         | Rytter                 | Placering   |
| 71          | Guillaume Martin (FRA) | 40.         |
| 72          | Thomas Champion (FRA)  | HD          |
| 73          | Rubén Fernández (ESP)  | 42.         |
| 74          | Simon Geschke (GER)    | DNF         |
| 75          | Victor Lafay (FRA)     | DNF         |
| 76          | Rémy Rochas (FRA)      | 34.         |
| 77          | Hugo Toumire (FRA)     | 85.         |

| Eolo-Kometa EOK | Eolo-Kometa EOK         | Eolo-Kometa EOK |
| --------------- | ----------------------- | --------------- |
| Nr.             | Rytter                  | Placering       |
| 81              | Lorenzo Fortunato (ITA) | DNF             |
| 82              | Davide Bais (ITA)       | 51.             |
| 83              | Mark Christian (GBR)    | DNF             |
| 84              | Erik Fetter (HUN)       | 84.             |
| 85              | Mattia Frapporti (ITA)  | 80.             |
| 86              | Edward Ravasi (ITA)     | 32.             |
| 87              | Diego Sevilla (ESP)     | DNF             |

| Euskaltel-Euskadi EUS | Euskaltel-Euskadi EUS | Euskaltel-Euskadi EUS |
| --------------------- | --------------------- | --------------------- |
| Nr.                   | Rytter                | Placering             |
| 91                    | Joan Bou (ESP)        | 56.                   |
| 92                    | Jokin Aranburu (ESP)  | DNF                   |
| 93                    | Antonio Angulo (ESP)  | DNF                   |
| 94                    | Mikel Bizkarra (ESP)  | 16.                   |
| 95                    | Unai Iribar (ESP)     | 106.                  |
| 96                    | Mikel Iturria (ESP)   | 47.                   |
| 97                    | Txomin Juaristi (ESP) | DNF                   |

| Gazprom-RusVelo GAZ | Gazprom-RusVelo GAZ      | Gazprom-RusVelo GAZ |
| ------------------- | ------------------------ | ------------------- |
| Nr.                 | Rytter                   | Placering           |
| 101                 | Marco Canola (ITA)       | DNF                 |
| 102                 | Sergej Tjernetskij (RUS) | 69.                 |
| 103                 | Pavel Kotjetkov (RUS)    | 55.                 |
| 104                 | Artjom Nytj (RUS)        | 30.                 |
| 105                 | Ivan Rovnyj (RUS)        | DNF                 |
| 106                 | Cristian Scaroni (ITA)   | 27.                 |
| 107                 | Simone Velasco (ITA)     | 93.                 |

| Groupama-FDJ GFC | Groupama-FDJ GFC            | Groupama-FDJ GFC |
| ---------------- | --------------------------- | ---------------- |
| Nr.              | Rytter                      | Placering        |
| 111              | Thibaut Pinot (FRA)         | DNF              |
| 112              | Matteo Badilatti (SUI)      | 31.              |
| 113              | William Bonnet (FRA)        | 109.             |
| 114              | David Gaudu (FRA)           | 6.               |
| 115              | Matthieu Ladagnous (FRA)    | 82.              |
| 116              | Sébastien Reichenbach (SUI) | 22.              |
| 117              | Attila Valter (HUN)         | 105.             |

| Ineos Grenadiers IGD | Ineos Grenadiers IGD       | Ineos Grenadiers IGD |
| -------------------- | -------------------------- | -------------------- |
| Nr.                  | Rytter                     | Placering            |
| 121                  | Adam Yates (GBR)           | 2.                   |
| 122                  | Jonathan Castroviejo (ESP) | 70.                  |
| 123                  | Eddie Dunbar (IRL)         | 68.                  |
| 124                  | Tao Geoghegan Hart (GBR)   | DNF                  |
| 125                  | Pavel Sivakov (RUS)        | 17.                  |
| 126                  | Iván Sosa (COL)            | DNF                  |
| 127                  | Cameron Wurf (AUS)         | DNF                  |

| Intermarché-Wanty-Gobert Matériaux IWG | Intermarché-Wanty-Gobert Matériaux IWG | Intermarché-Wanty-Gobert Matériaux IWG |
| -------------------------------------- | -------------------------------------- | -------------------------------------- |
| Nr.                                    | Rytter                                 | Placering                              |
| 131                                    | Jan Hirt (CZE)                         | DNF                                    |
| 132                                    | Jeremy Bellicaud (FRA)                 | 107.                                   |
| 133                                    | Jan Bakelants (BEL)                    | 38.                                    |
| 134                                    | Louis Meintjes (RSA)                   | 87.                                    |
| 135                                    | Riccardo Minali (ITA)                  | DNF                                    |
| 136                                    | Simone Petilli (ITA)                   | 61.                                    |
| 137                                    | Rein Taaramäe (EST)                    | 14.                                    |

| Israel Start-Up Nation ISN | Israel Start-Up Nation ISN | Israel Start-Up Nation ISN |
| -------------------------- | -------------------------- | -------------------------- |
| Nr.                        | Rytter                     | Placering                  |
| 141                        | Michael Woods (CAN)        | 5.                         |
| 142                        | Jakub Bouček (CZE)         | DNF                        |
| 143                        | Daryl Impey (RSA)          | DNF                        |
| 144                        | Chris Froome (GBR)         | DNF                        |
| 145                        | Reto Hollenstein (SUI)     | 81.                        |
| 146                        | Daniel Martin (IRL)        | DNF                        |
| 147                        | Ben Hermans (BEL)          | 11.                        |

| Jumbo-Visma TJV | Jumbo-Visma TJV                 | Jumbo-Visma TJV |
| --------------- | ------------------------------- | --------------- |
| Nr.             | Rytter                          | Placering       |
| 151             | Primož Roglič (SLO)             | 1.              |
| 152             | George Bennett (NZL) (landevej) | 39.             |
| 153             | Tobias Foss (NOR) (landevej)    | 78.             |
| 154             | Chris Harper (AUS)              | 23.             |
| 155             | Michel Heßmann (GER)            | 86.             |
| 156             | Sepp Kuss (USA)                 | 59.             |
| 157             | Sam Oomen (NED)                 | 48.             |

| Movistar Team MOV | Movistar Team MOV        | Movistar Team MOV |
| ----------------- | ------------------------ | ----------------- |
| Nr.               | Rytter                   | Placering         |
| 161               | Alejandro Valverde (ESP) | 10.               |
| 162               | Dario Cataldo (ITA)      | DNF               |
| 163               | Abner González (PUR)     | 91.               |
| 164               | Nelson Oliveira (POR)    | DNF               |
| 165               | Antonio Pedrero (ESP)    | 41.               |
| 166               | Einer Rubio (COL)        | 49.               |
| 167               | Davide Villella (ITA)    | DNF               |

| Arkéa-Samsic ARK | Arkéa-Samsic ARK        | Arkéa-Samsic ARK |
| ---------------- | ----------------------- | ---------------- |
| Nr.              | Rytter                  | Placering        |
| 171              | Nairo Quintana (COL)    | 9.               |
| 172              | Maxime Bouet (FRA)      | 63.              |
| 173              | Anthony Delaplace (FRA) | 75.              |
| 174              | Élie Gesbert (FRA)      | 62.              |
| 175              | Romain Hardy (FRA)      | DNF              |
| 176              | Łukasz Owsian (POL)     | 89.              |
| 177              | Yannis Voisard (SUI)    | 94.              |

| Team DSM DSM | Team DSM DSM          | Team DSM DSM |
| ------------ | --------------------- | ------------ |
| Nr.          | Rytter                | Placering    |
| 181          | Tiesj Benoot (BEL)    | 79.          |
| 182          | Marco Brenner (GER)   | 83.          |
| 183          | Romain Combaud (FRA)  | 67.          |
| 184          | Mark Donovan (GBR)    | DNF          |
| 185          | Chris Hamilton (AUS)  | 53.          |
| 186          | Michael Storer (AUS)  | 15.          |
| 187          | Kevin Vermaerke (USA) | DNF          |

| Qhubeka NextHash TQA | Qhubeka NextHash TQA     | Qhubeka NextHash TQA |
| -------------------- | ------------------------ | -------------------- |
| Nr.                  | Rytter                   | Placering            |
| 191                  | Domenico Pozzovivo (ITA) | 18.                  |
| 192                  | Sean Bennett (USA)       | 100.                 |
| 193                  | Antonio Puppio (ITA)     | DNF                  |
| 194                  | Mauro Schmid (SUI)       | DNF                  |
| 195                  | Dylan Sunderland (AUS)   | 97.                  |
| 196                  | Karel Vacek (CZE)        | DNF                  |
| 197                  | Emil Vinjebo (DEN)       | HD                   |

| Trek-Segafredo TFS | Trek-Segafredo TFS            | Trek-Segafredo TFS |
| ------------------ | ----------------------------- | ------------------ |
| Nr.                | Rytter                        | Placering          |
| 201                | Vincenzo Nibali (ITA)         | 44.                |
| 202                | Niklas Eg (DEN)               | 101.               |
| 203                | Amanuel Ghebreigzabhier (ERI) | 99.                |
| 204                | Antonio Tiberi (ITA)          | DNF                |
| 205                | Bauke Mollema (NED)           | 21.                |
| 206                | Jacopo Mosca (ITA)            | 98.                |
| 207                | Antonio Nibali (ITA)          | DNF                |

| UAE Team Emirates UAD | UAE Team Emirates UAD       | UAE Team Emirates UAD |
| --------------------- | --------------------------- | --------------------- |
| Nr.                   | Rytter                      | Placering             |
| 211                   | Tadej Pogačar (SLO)         | 4.                    |
| 212                   | Valerio Conti (ITA)         | DNF                   |
| 213                   | Marc Hirschi (SUI)          | 46.                   |
| 214                   | Rafał Majka (POL)           | 24.                   |
| 215                   | Jan Polanc (SLO)            | 52.                   |
| 216                   | Aljaksandr Rabusjenka (BLR) | DNF                   |
| 217                   | Diego Ulissi (ITA)          | 7.                    |

| Vini Zabù THR | Vini Zabù THR              | Vini Zabù THR |
| ------------- | -------------------------- | ------------- |
| Nr.           | Rytter                     | Placering     |
| 221           | Edoardo Zardini (ITA)      | DNF           |
| 222           | Marco Frapporti (ITA)      | DNF           |
| 223           | Giulio Masotto (ITA)       | DNF           |
| 224           | Davide Orrico (ITA)        | 60.           |
| 225           | Daniel Pearson (GBR)       | 58.           |
| 226           | Riccardo Stacchiotti (ITA) | DNF           |
| 227           | Ricardo Tosin (ITA)        | 102.          |

| Deceuninck-Quick Step DQT | Deceuninck-Quick Step DQT           | Deceuninck-Quick Step DQT |
| ------------------------- | ----------------------------------- | ------------------------- |
| Nr.                       | Rytter                              | Placering                 |
| 1                         | Julian Alaphilippe (FRA) (landevej) | 25.                       |
| 2                         | João Almeida (POR)                  | 3.                        |
| 3                         | Dries Devenyns (BEL)                | DNF                       |
| 4                         | Fausto Masnada (ITA)                | 8.                        |
| 5                         | Jason Osborne (GER)                 | 54.                       |
| 6                         | Pieter Serry (BEL)                  | DNF                       |
| 7                         | Mauri Vansevenant (BEL)             | 19.                       |

| AG2R Citroën Team ACT | AG2R Citroën Team ACT        | AG2R Citroën Team ACT |
| --------------------- | ---------------------------- | --------------------- |
| Nr.                   | Rytter                       | Placering             |
| 11                    | Clément Champoussin (FRA)    | 20.                   |
| 12                    | Clément Berthet (FRA)        | 57.                   |
| 13                    | Geoffrey Bouchard (FRA)      | 96.                   |
| 14                    | Mikaël Cherel (FRA)          | 77.                   |
| 15                    | Jaakko Hänninen (FIN)        | 64.                   |
| 16                    | Aurélien Paret-Peintre (FRA) | 95.                   |
| 17                    | Larry Warbasse (USA)         | 36.                   |

| Androni Giocattoli-Sidermec ANS | Androni Giocattoli-Sidermec ANS | Androni Giocattoli-Sidermec ANS |
| ------------------------------- | ------------------------------- | ------------------------------- |
| Nr.                             | Rytter                          | Placering                       |
| 21                              | Jhonatan Restrepo (COL)         | DNF                             |
| 22                              | Mattia Bais (ITA)               | DNF                             |
| 23                              | Alessandro Bisolti (ITA)        | 103.                            |
| 24                              | Luca Chirico (ITA)              | 74.                             |
| 25                              | Daniel Muñoz (COL)              | 50.                             |
| 26                              | Simone Ravanelli (ITA)          | 104.                            |
| 27                              | Eduardo Sepúlveda (ARG)         | 33.                             |

| Astana-Premier Tech APT | Astana-Premier Tech APT   | Astana-Premier Tech APT |
| ----------------------- | ------------------------- | ----------------------- |
| Nr.                     | Rytter                    | Placering               |
| 31                      | Aleksandr Vlasov (RUS)    | 12.                     |
| 32                      | Rodrigo Contreras (COL)   | 90.                     |
| 33                      | Fabio Felline (ITA)       | DNF                     |
| 34                      | Aleksej Lutsenko (KAZ)    | 26.                     |
| 35                      | Samuele Battistella (ITA) | DNF                     |
| 36                      | Alex Aranburu (ESP)       | DNS                     |
| 37                      | Matteo Sobrero (ITA)      | DNF                     |

| Bardiani CSF Faizanè BCF | Bardiani CSF Faizanè BCF | Bardiani CSF Faizanè BCF |
| ------------------------ | ------------------------ | ------------------------ |
| Nr.                      | Rytter                   | Placering                |
| 41                       | Giovanni Carboni (ITA)   | 37.                      |
| 42                       | Luca Covili (ITA)        | 65.                      |
| 43                       | Andrea Garosio (ITA)     | 35.                      |
| 44                       | Alessandro Monaco (ITA)  | 72.                      |
| 45                       | Daniel Savini (ITA)      | 28.                      |
| 46                       | Filippo Zana (ITA)       | DNF                      |
| 47                       | Juri Zanotti (ITA)       | DNF                      |

| Bora-Hansgrohe BOH | Bora-Hansgrohe BOH              | Bora-Hansgrohe BOH |
| ------------------ | ------------------------------- | ------------------ |
| Nr.                | Rytter                          | Placering          |
| 51                 | Emanuel Buchmann (GER)          | 71.                |
| 52                 | Cesare Benedetti (POL)          | 88.                |
| 53                 | Matteo Fabbro (ITA)             | 13.                |
| 54                 | Ide Schelling (NED)             | 73.                |
| 55                 | Matthew Walls (GBR)             | DNF                |
| 56                 | Patrick Konrad (AUT) (landevej) | 45.                |
| 57                 | Ben Zwiehoff (GER)              | DNF                |

| Caja Rural-Seguros RGA CJR | Caja Rural-Seguros RGA CJR | Caja Rural-Seguros RGA CJR |
| -------------------------- | -------------------------- | -------------------------- |
| Nr.                        | Rytter                     | Placering                  |
| 61                         | Julen Amezqueta (ESP)      | 66.                        |
| 62                         | Orluis Aular (VEN)         | 92.                        |
| 63                         | Pablo García (ESP)         | DNF                        |
| 64                         | Jhojan García (COL)        | 29.                        |
| 65                         | Sergio Martín (ESP)        | 43.                        |
| 66                         | Josu Etxeberria (ESP)      | 108.                       |
| 67                         | Oier Lazkano (ESP)         | 76.                        |

| Cofidis COF | Cofidis COF            | Cofidis COF |
| ----------- | ---------------------- | ----------- |
| Nr.         | Rytter                 | Placering   |
| 71          | Guillaume Martin (FRA) | 40.         |
| 72          | Thomas Champion (FRA)  | HD          |
| 73          | Rubén Fernández (ESP)  | 42.         |
| 74          | Simon Geschke (GER)    | DNF         |
| 75          | Victor Lafay (FRA)     | DNF         |
| 76          | Rémy Rochas (FRA)      | 34.         |
| 77          | Hugo Toumire (FRA)     | 85.         |

| Eolo-Kometa EOK | Eolo-Kometa EOK         | Eolo-Kometa EOK |
| --------------- | ----------------------- | --------------- |
| Nr.             | Rytter                  | Placering       |
| 81              | Lorenzo Fortunato (ITA) | DNF             |
| 82              | Davide Bais (ITA)       | 51.             |
| 83              | Mark Christian (GBR)    | DNF             |
| 84              | Erik Fetter (HUN)       | 84.             |
| 85              | Mattia Frapporti (ITA)  | 80.             |
| 86              | Edward Ravasi (ITA)     | 32.             |
| 87              | Diego Sevilla (ESP)     | DNF             |

| Euskaltel-Euskadi EUS | Euskaltel-Euskadi EUS | Euskaltel-Euskadi EUS |
| --------------------- | --------------------- | --------------------- |
| Nr.                   | Rytter                | Placering             |
| 91                    | Joan Bou (ESP)        | 56.                   |
| 92                    | Jokin Aranburu (ESP)  | DNF                   |
| 93                    | Antonio Angulo (ESP)  | DNF                   |
| 94                    | Mikel Bizkarra (ESP)  | 16.                   |
| 95                    | Unai Iribar (ESP)     | 106.                  |
| 96                    | Mikel Iturria (ESP)   | 47.                   |
| 97                    | Txomin Juaristi (ESP) | DNF                   |

| Gazprom-RusVelo GAZ | Gazprom-RusVelo GAZ      | Gazprom-RusVelo GAZ |
| ------------------- | ------------------------ | ------------------- |
| Nr.                 | Rytter                   | Placering           |
| 101                 | Marco Canola (ITA)       | DNF                 |
| 102                 | Sergej Tjernetskij (RUS) | 69.                 |
| 103                 | Pavel Kotjetkov (RUS)    | 55.                 |
| 104                 | Artjom Nytj (RUS)        | 30.                 |
| 105                 | Ivan Rovnyj (RUS)        | DNF                 |
| 106                 | Cristian Scaroni (ITA)   | 27.                 |
| 107                 | Simone Velasco (ITA)     | 93.                 |

| Groupama-FDJ GFC | Groupama-FDJ GFC            | Groupama-FDJ GFC |
| ---------------- | --------------------------- | ---------------- |
| Nr.              | Rytter                      | Placering        |
| 111              | Thibaut Pinot (FRA)         | DNF              |
| 112              | Matteo Badilatti (SUI)      | 31.              |
| 113              | William Bonnet (FRA)        | 109.             |
| 114              | David Gaudu (FRA)           | 6.               |
| 115              | Matthieu Ladagnous (FRA)    | 82.              |
| 116              | Sébastien Reichenbach (SUI) | 22.              |
| 117              | Attila Valter (HUN)         | 105.             |

| Ineos Grenadiers IGD | Ineos Grenadiers IGD       | Ineos Grenadiers IGD |
| -------------------- | -------------------------- | -------------------- |
| Nr.                  | Rytter                     | Placering            |
| 121                  | Adam Yates (GBR)           | 2.                   |
| 122                  | Jonathan Castroviejo (ESP) | 70.                  |
| 123                  | Eddie Dunbar (IRL)         | 68.                  |
| 124                  | Tao Geoghegan Hart (GBR)   | DNF                  |
| 125                  | Pavel Sivakov (RUS)        | 17.                  |
| 126                  | Iván Sosa (COL)            | DNF                  |
| 127                  | Cameron Wurf (AUS)         | DNF                  |

| Intermarché-Wanty-Gobert Matériaux IWG | Intermarché-Wanty-Gobert Matériaux IWG | Intermarché-Wanty-Gobert Matériaux IWG |
| -------------------------------------- | -------------------------------------- | -------------------------------------- |
| Nr.                                    | Rytter                                 | Placering                              |
| 131                                    | Jan Hirt (CZE)                         | DNF                                    |
| 132                                    | Jeremy Bellicaud (FRA)                 | 107.                                   |
| 133                                    | Jan Bakelants (BEL)                    | 38.                                    |
| 134                                    | Louis Meintjes (RSA)                   | 87.                                    |
| 135                                    | Riccardo Minali (ITA)                  | DNF                                    |
| 136                                    | Simone Petilli (ITA)                   | 61.                                    |
| 137                                    | Rein Taaramäe (EST)                    | 14.                                    |

| Israel Start-Up Nation ISN | Israel Start-Up Nation ISN | Israel Start-Up Nation ISN |
| -------------------------- | -------------------------- | -------------------------- |
| Nr.                        | Rytter                     | Placering                  |
| 141                        | Michael Woods (CAN)        | 5.                         |
| 142                        | Jakub Bouček (CZE)         | DNF                        |
| 143                        | Daryl Impey (RSA)          | DNF                        |
| 144                        | Chris Froome (GBR)         | DNF                        |
| 145                        | Reto Hollenstein (SUI)     | 81.                        |
| 146                        | Daniel Martin (IRL)        | DNF                        |
| 147                        | Ben Hermans (BEL)          | 11.                        |

| Jumbo-Visma TJV | Jumbo-Visma TJV                 | Jumbo-Visma TJV |
| --------------- | ------------------------------- | --------------- |
| Nr.             | Rytter                          | Placering       |
| 151             | Primož Roglič (SLO)             | 1.              |
| 152             | George Bennett (NZL) (landevej) | 39.             |
| 153             | Tobias Foss (NOR) (landevej)    | 78.             |
| 154             | Chris Harper (AUS)              | 23.             |
| 155             | Michel Heßmann (GER)            | 86.             |
| 156             | Sepp Kuss (USA)                 | 59.             |
| 157             | Sam Oomen (NED)                 | 48.             |

| Movistar Team MOV | Movistar Team MOV        | Movistar Team MOV |
| ----------------- | ------------------------ | ----------------- |
| Nr.               | Rytter                   | Placering         |
| 161               | Alejandro Valverde (ESP) | 10.               |
| 162               | Dario Cataldo (ITA)      | DNF               |
| 163               | Abner González (PUR)     | 91.               |
| 164               | Nelson Oliveira (POR)    | DNF               |
| 165               | Antonio Pedrero (ESP)    | 41.               |
| 166               | Einer Rubio (COL)        | 49.               |
| 167               | Davide Villella (ITA)    | DNF               |

| Arkéa-Samsic ARK | Arkéa-Samsic ARK        | Arkéa-Samsic ARK |
| ---------------- | ----------------------- | ---------------- |
| Nr.              | Rytter                  | Placering        |
| 171              | Nairo Quintana (COL)    | 9.               |
| 172              | Maxime Bouet (FRA)      | 63.              |
| 173              | Anthony Delaplace (FRA) | 75.              |
| 174              | Élie Gesbert (FRA)      | 62.              |
| 175              | Romain Hardy (FRA)      | DNF              |
| 176              | Łukasz Owsian (POL)     | 89.              |
| 177              | Yannis Voisard (SUI)    | 94.              |

| Team DSM DSM | Team DSM DSM          | Team DSM DSM |
| ------------ | --------------------- | ------------ |
| Nr.          | Rytter                | Placering    |
| 181          | Tiesj Benoot (BEL)    | 79.          |
| 182          | Marco Brenner (GER)   | 83.          |
| 183          | Romain Combaud (FRA)  | 67.          |
| 184          | Mark Donovan (GBR)    | DNF          |
| 185          | Chris Hamilton (AUS)  | 53.          |
| 186          | Michael Storer (AUS)  | 15.          |
| 187          | Kevin Vermaerke (USA) | DNF          |

| Qhubeka NextHash TQA | Qhubeka NextHash TQA     | Qhubeka NextHash TQA |
| -------------------- | ------------------------ | -------------------- |
| Nr.                  | Rytter                   | Placering            |
| 191                  | Domenico Pozzovivo (ITA) | 18.                  |
| 192                  | Sean Bennett (USA)       | 100.                 |
| 193                  | Antonio Puppio (ITA)     | DNF                  |
| 194                  | Mauro Schmid (SUI)       | DNF                  |
| 195                  | Dylan Sunderland (AUS)   | 97.                  |
| 196                  | Karel Vacek (CZE)        | DNF                  |
| 197                  | Emil Vinjebo (DEN)       | HD                   |

| Trek-Segafredo TFS | Trek-Segafredo TFS            | Trek-Segafredo TFS |
| ------------------ | ----------------------------- | ------------------ |
| Nr.                | Rytter                        | Placering          |
| 201                | Vincenzo Nibali (ITA)         | 44.                |
| 202                | Niklas Eg (DEN)               | 101.               |
| 203                | Amanuel Ghebreigzabhier (ERI) | 99.                |
| 204                | Antonio Tiberi (ITA)          | DNF                |
| 205                | Bauke Mollema (NED)           | 21.                |
| 206                | Jacopo Mosca (ITA)            | 98.                |
| 207                | Antonio Nibali (ITA)          | DNF                |

| UAE Team Emirates UAD | UAE Team Emirates UAD       | UAE Team Emirates UAD |
| --------------------- | --------------------------- | --------------------- |
| Nr.                   | Rytter                      | Placering             |
| 211                   | Tadej Pogačar (SLO)         | 4.                    |
| 212                   | Valerio Conti (ITA)         | DNF                   |
| 213                   | Marc Hirschi (SUI)          | 46.                   |
| 214                   | Rafał Majka (POL)           | 24.                   |
| 215                   | Jan Polanc (SLO)            | 52.                   |
| 216                   | Aljaksandr Rabusjenka (BLR) | DNF                   |
| 217                   | Diego Ulissi (ITA)          | 7.                    |

| Vini Zabù THR | Vini Zabù THR              | Vini Zabù THR |
| ------------- | -------------------------- | ------------- |
| Nr.           | Rytter                     | Placering     |
| 221           | Edoardo Zardini (ITA)      | DNF           |
| 222           | Marco Frapporti (ITA)      | DNF           |
| 223           | Giulio Masotto (ITA)       | DNF           |
| 224           | Davide Orrico (ITA)        | 60.           |
| 225           | Daniel Pearson (GBR)       | 58.           |
| 226           | Riccardo Stacchiotti (ITA) | DNF           |
| 227           | Ricardo Tosin (ITA)        | 102.          |